# Ngọc Bích (diễn viên)
Ngọc Bích (sinh ngày 29 tháng 12 năm 1957) là một nữ diễn viên Việt Nam, nổi tiếng qua nhiều vai diễn trong các bộ phim như Cuộc chia tay không hẹn trước, Huyền thoại về mẹ, Vụ áp phe Đông Dương.

## Cuộc đời
Ngọc Bích tên đầy đủ là Trần Ngọc Bích, sinh ngày 29 tháng 12 năm 1957. Bà từng tham gia lớp diễn viên của Nhà hát Kịch Việt Nam từ năm 1980 đến 1982. Trong khoảng thời gian đào tạo tại Nhà hát Kịch, bà từng tham gia nhiều bộ phim điện ảnh với vai trò diễn viên phụ như Hy vọng cuối cùng, Nhịp sống hài hòa. Cho đến năm 1986, Ngọc Bích có vai chính đầu tiên trong bộ phim Cuộc chia tay không hẹn trước của đạo diễn Bạch Diệp. Bộ phim này đã giúp bà nhận được giải diễn xuất tiềm năng tại Liên hoan phim Việt Nam năm 1988.

## Tác phẩm
| Năm  | Phim                          | Vai diễn              | Đạo diễn         | Nguồn |
| ---- | ----------------------------- | --------------------- | ---------------- | ----- |
| 1981 | Hy vọng cuối cùng             | Công nhân công trường | NSND Trần Phương | [ 2 ] |
| 1981 | Nhịp sống hài hòa             | Minh                  | Danh Tấn         |       |
| 1985 | Lối rẽ trái trên đường mòn    | Oanh                  | NSND Huy Thành   | [ 3 ] |
| 1986 | Cuộc chia tay không hẹn trước | Kỹ sư Hoàng Hà        | NSND Bạch Diệp   |       |
| 1987 | Huyền thoại về người mẹ       | Thủy                  | NSND Bạch Diệp   | [ 2 ] |
| 1989 | Đời mưa gió                   | Tuyết                 | NSƯT Đức Hoàn    |       |
| 1990 | Người rừng                    | Họa sĩ Lan            | Nguyễn Văn Thông |       |
| 1992 | Vụ áp phe Đông Dương          | Á Mỵ                  | NSND Trần Đắc    | [ 4 ] |
| 1998 | Những người thợ xẻ            | Bà Thục               | Vương Đức        |       |
| 2007 | Rừng đen                      | Bà buôn rượu          | Vương Đức        |       |

## Giải thưởng và đề cử
| Năm  | Lễ trao giải                      | Hạng mục            | Tác phẩm                      | Kết quả   | Nguồn |
| ---- | --------------------------------- | ------------------- | ----------------------------- | --------- | ----- |
| 1988 | Liên hoan phim Việt Nam lần thứ 8 | Diễn xuất tiềm năng | Cuộc chia tay không hẹn trước | Đoạt giải | [ 5 ] |